# Aida Șanaeva
Aida Vladimirovna Șanaeva (rusă Аида Владимировна Шанаева; n. 23 aprilie 1986, Ordjonikidze, RSFS Rusă, URSS) este o scrimeră rusă specializată pe floretă.
A fost laureată cu aur olimpic pe echipe la Beijing 2008 și cu argint olimpic pe echipe la Londra 2012. La individual a câștigat medalia de aur la Campionatul Mondial din 2009.

## Palmares
Clasamentul la Cupa Mondială
| An  | 2003 | 2004 | 2005 | 2006 | 2007 | 2008 | 2009 | 2010 | 2011 | 2012 | 2013 | 2014 | 2015 |
| --- | ---- | ---- | ---- | ---- | ---- | ---- | ---- | ---- | ---- | ---- | ---- | ---- | ---- |
| Loc | 97   | 59   | 72   | 14   | 33   | 14   | 7    | 8    | 13   | 11   | 112  | 266  | 8    |